# 위대한 지그펠드
《위대한 지그펠드》(The Great Ziegfeld)는 미국에서 제작된 로버트 Z. 레너드 감독의 1936년 뮤지컬 영화이다. 윌리엄 파월 등이 주연으로 출연하였고 헌트 스트롬버그 등이 제작에 참여하였다.

## 줄거리
존경받는 음악 교수의 아들인 플로렌즈 "플로" 지그펠드 주니어는 쇼 비즈니스에서 자신의 이름을 알리고 싶어 한다. 그는 1893년 시카고 만국 박람회에서 "세계에서 가장 힘센 남자"인 유진 샌도우를 홍보하며 시작한다. 그는 라이벌 잭 빌링스와 그의 인기 있는 볼거리인 벨리 댄서 리틀 이집트의 경쟁을 교묘한 마케팅(여성들이 샌도우의 근육을 만지게 허용)으로 극복한다.
지그펠드는 시카고 음악 대학에서 아버지와 어린 메리 루에게 돌아왔다가 샌프란시스코로 떠난다. 그곳에서 그와 샌도우는 우리에서 풀려나자마자 잠이 드는 사자와 샌도우가 대결하는 쇼를 펼쳐 사기꾼으로 낙인찍힌다. 플로는 대서양 횡단 여객선을 타고 영국으로 여행하며, 그곳에서 신문 기사가 자신을 사기꾼으로 비난하는 것을 비웃는 빌링스를 다시 만난다.
플로는 빌링스가 아름다운 프랑스 스타 안나 헬드와 계약을 맺기 위해 가고 있다는 것을 알게 된다. 몬테카를로에서 도박으로 돈을 다 잃었음에도 불구하고, 플로는 빌링스를 모르는 척하며 안나를 설득하여 자신과 계약하게 한다. 안나는 그의 무례함과 무일푼임에 두 번이나 그를 쫓아낼 뻔했지만, 그의 정직함을 높이 평가한다고 밝힌다. 지그펠드는 그녀에게 "그녀가 꿈꾸는 것보다 더 많은 홍보"를 해주고 미국의 가장 저명한 연극 배우들과 함께 출연시키겠다고 약속한다.
처음에는 헤럴드 스퀘어 극장에서의 안나의 공연은 성공적이지 못했다. 그러나 플로는 가상의 우유 목욕 미용 치료를 위해 매일 20갤런의 우유를 안나에게 보내고, 그 비용 지불을 거부함으로써 홍보 효과를 얻는다. 신문 기사가 곧 호기심 많은 사람들을 극장으로 끌어모으고, 지그펠드는 그녀를 지원하기 위해 8명의 새로운 공연자들을 소개한다. 관객들은 우유가 그녀의 피부를 아름답게 만들었을 것이라고 평하며 쇼는 대성공을 거둔다. 플로는 안나에게 꽃과 보석, 그리고 "내 아내, 당신은 정말 훌륭했어"라는 쪽지를 보냈고, 그녀는 그와 결혼하는 데 동의하며 새로 얻은 다이아몬드를 동료 공연자들에게 자랑한다.
그러나 한 번의 성공으로는 쇼맨에게 충분하지 않다. 그는 금발과 갈색 머리 여인들을 대거 출연시켜 미국 소녀를 "찬양"할 완전히 새로운 종류의 쇼에 대한 아이디어를 가지고 있다. 아름다운 여성들과 매우 화려한 의상과 세트로 가득 찬 호화로운 제작물인 새로운 쇼, 지그펠드 폴리스는 대성공을 거두며, 이어서 더 많은 버전의 폴리스가 이어진다.
지그펠드는 알코올 중독에 시달리는 오드리 데인을 스타로 만들려고 노력하고, 보드빌에서 패니 브라이스를 유혹하며 둘 다에게 호화로운 선물을 퍼붓는다. 그는 무대 스태프인 레이 볼거에게도 기회를 준다. 이제 젊은 여인이 된 메리 루는 지그펠드를 방문하는데, 그는 처음에는 그녀를 알아보지 못하고 댄서로 고용한다.
새로운 프로덕션은 안나를 불안하게 만드는데, 그녀는 플로의 세상이 자신만을 중심으로 돌아가지 않는다는 것을 깨닫고 그가 오드리에게 기울이는 관심에 질투를 느낀다. 그녀는 플로와 취한 오드리가 부적절한 순간에 있는 것을 보고 그와 이혼한다. 오드리는 화난 대치 후 플로와 쇼를 떠난다. 무일푼이 된 플로는 세 번째로 빌링스에게 새 쇼를 위해 돈을 빌린다.
플로는 빨간 머리 브로드웨이 스타 빌리 버크를 만나고 곧 그녀와 결혼한다. 이 소식을 들은 가슴 아픈 안나는 플로에게 전화하여 그를 축하하는 척한다. 플로와 빌리는 결국 패트리샤라는 딸을 낳는다.
플로의 새로운 쇼는 성공적이었지만, 얼마 지나지 않아 대중의 취향이 변하고 사람들은 시대가 그를 지나쳐 간 것은 아닌지 의문을 갖기 시작한다. 언론에서 연이은 부정적인 평가를 받은 후, 플로는 이발소에서 세 남자가 그가 "다시는 히트작을 만들지 못할 것"이라고 말하는 것을 엿듣는다. 그는 자극을 받아 브로드웨이에서 동시에 네 개의 히트작을 만들겠다고 맹세한다.
그는 쇼보트 (1927), 리오 리타 (1927), 후피! (1928), 그리고 삼총사로 목표를 달성했고, 그의 수입 중 1백만 달러 (2022 달러로 US$15,071,705) 이상을 주식 시장에 투자했다. 그러나 1929년 주식 시장 붕괴로 그는 파산했고, 빌리는 다시 무대로 돌아가야 했다.
재정적 역전과 라이브 무대 쇼보다 영화의 인기가 높아지는 것에 충격을 받은 그는 심각하게 병이 든다. 빌링스는 그를 친근하게 방문하고, 두 남자는 지그펠드 폴리스의 새롭고 더욱 웅장한 프로덕션에서 파트너가 되기로 합의한다. 그러나 현실은 두 남자 모두 파산했으며 지그펠드는 이를 깨닫는다. 지그필드 극장이 내려다보이는 그의 아파트의 마지막 장면에서 그는 반쯤 정신이 나간 상태로 그의 히트작 몇몇 장면들을 회상하며 "계단이 더 많아야 해, 더 높이, 더 높이"라고 외친 후 의자에서 숨을 거둔다.

## 출연

### 주연
- 윌리엄 파월
- 마이어나 로이
- 루이즈 라이너

### 조연
- 프랭크 모건
- 패니 브라이스
- 버지니아 브루스
- 레지날드 오웬
- 레이 볼거
- 어니스트 코사트

## 기타
- 의상: 아드리안